# شياو شين يانج
شياو شين يانج (بالصينية المبسطة: 小沈阳)‏ هو مغني وممثل صيني، ولد في 7 مايو 1981 بتيلينغ في الصين.

## وصلات خارجية
- شياو شين يانج على موقع IMDb (الإنجليزية)
- شياو شين يانج على موقع قاعدة بيانات الأفلام العربية
- شياو شين يانج على موقع ألو سيني (الفرنسية)
- شياو شين يانج على موقع ميوزك برينز (الإنجليزية)
- شياو شين يانج على موقع أول موفي (الإنجليزية)
- شياو شين يانج على موقع قاعدة بيانات الفيلم (الإنجليزية)
- شياو شين يانج على موقع كينوبويسك (الروسية)